# استفتاء حول تقرير المصير في الجزائر
دعي الشعب الفرنسي وأهالي المستعمرات في 8 يناير 1961 للاستفتاء حول تقرير المصير في الجزائر. نص هذا الاستفتاء على أنه عندما تسمح الشروط الأمنية فإن المصير السياسي للجزائر مع الجمهورية الفرنسية سيقرر من طرف الشعب الجزائري. وقد تلقاه الشعب الفرنسي بقبول واسع، في حين أن المنتخبين كانوا من فرنسا والجزائر بما فيها الصحراء وكذلك من محافظات ومناطق وأقاليم ما وراء البحر، ليقرروا جميعهم مستقبل الجزائر.
في فترة الاستفتاء كان رئيس الجمهورية الفرنسية هو شارل ديغول ووزيره الأول هو ميشال دوبريه حيث كان القرار رقم 60-1299 المؤرخ في 8 ديسمبر 1960 الذي يسمح بتقديم مشروع القانون للاستفتاء:
والسؤال الذي طرح على الشعوب آنذاك كان:
«هل توافق على مشروع القانون المقدم للشعب الفرنسي من قبل رئيس الجمهورية فيما يتعلق بتقرير مصير الشعب الجزائري وتنظيم السلطات العامة في الجزائر قبل تقرير المصير؟»
أعلن المجلس الدستوري النتائج النهائية في 14 يناير 1961.

## نتائج
بلغ مستوى المشاركة 76% في فرنسا و 59% في الجزائر، حيث صوت 75% من المنتخبين بـ «نعم». في الجزائر وحدها صوت 70% بـ«نعم» (ما يقابل 39% من المسجلين) و 30% صوتوا بـ«لا» (17% من المسجلين).
| شرائح           | تصويت      | نسبة  |
| --------------- | ---------- | ----- |
| نعم             | 17٬447٬669 | 74٫99 |
| لا              | 5٬817٬775  | 25٫01 |
| أصوات معبر عنها | 23٬265٬444 | 96٫99 |
| أصوات ملغاة     | 469٬721    | 3٫01  |
| المجموع         | 23٬986٬913 | 100   |
| المقاطعون       | 8٬533٬320  | 26٫25 |
| المسجلون        | 32٬520٬233 | 75٫73 |